# Цар-зілля високе
Цар-зілля високе, дельфіній високий (Delphinium elatum) — вид рослин родини жовтецеві (Ranunculaceae), поширений у Європі й Азії.

## Опис
Багаторічна трава 50–150 см заввишки. Стебло голе або верхня частина рідко волосата, синьо-сіра. Листки чередуються, черешкові. Листові пластинки такі ж ушир як і в довжину, з лапчастим жилкуванням від безволосих до рідко волосатих; основа серцеподібна, 3–5-лопатеві, лопаті широкі, конічні, подвійно лопате-зубчаті.
Суцвіття — розгалужена або нерозгалужена, досить нещільна китиця. Квіти зигомоморфні (мають лише одну площину симетрії), звичайно блакитні (є кілька різнобарвних різновидів у вирощуванні), 15–30 мм упоперек. Чашолистків 5, пелюсткоподібні. Пелюстків 4, з них 2 нектароносні, 2 рудиментарні, темно-блакитні. Тичинок 8. Маточок 2. Плоди — 14–20 мм завдовжки листянки, з яких 3 об'єднані.

## Поширення
Поширений у помірній Європі й Азії. Населяє двори, узбіччя доріг, береги та рідколісся біля житлових районів.
В Україні це реліктовий рідкісний вид Карпат (Іванофранківська й Закарпатська області): масив Боржава (підніжжя г. Великий Верх, на нижній терасі р. Оси), Мармароські Альпи (г. Берлєбашка), Ґорґани (околиці с. Синевир Міжгірського р-ну Закарпатської обл.), Чивчини (на вершинах гір Фатія Банулуї, Гнєтєса, Прелуки, Чивчинаж, Чивчин, Будичевська). Стан популяцій на Закарпатті невідомий. Популяції у Чивчинах малочисельні. Найбільше потерпає від випасання худоби, а також від суцільних рубок лісу. Слабким є і природне відновлення.